# Morgan Aero 8
Morgan Aero 8 är en sportbil, tillverkad av den brittiska biltillverkaren Morgan mellan 2001 och 2018. 

## Aero 8 (2001-09)
Morgan Aero 8 introducerades på Genevesalongen 2000 och produktionen startade året därpå. Det var den första nykonstruerade Morganbilen på mer än 50 år med ett chassi i nitad och limmad aluminium med individuell hjulupphängning runt om. V8-motorn kom från BMW. Karossen byggde fortfarande på en stomme i askträ klädd med aluminiumpaneler. Det var en modern och mer aerodynamisk tolkning av de klassiska Morganlinjerna. De första årgångarna fick kritik för sina glosögda framlyktor från VW Beetle men dessa byttes senare mot mer passande strålkastare från New Mini.

## AeroMax (2005-11)
2005 byggde Morgan en coupé på Aero-chassit på beställning av en schweizisk kund. Resultatet blev så lyckat att man sedan byggde en liten serie om ytterligare 100 exemplar av Morgan AeroMax mellan 2009 och 2011.

## Aero SuperSports (2011-15)
Morgan Aero SuperSports är en targaversion på Aero-chassit.

## Aero Coupe (2012-15)
Morgan Aero Coupe är en täckt Gran turismo.

## Aero 8 (2015-18)
2015 återupptogs tillverkningen av den öppna Aero 8. Bilen blev den sista i Aero-serien och tillverkades fram till 2018. 

## Motorsport
Morgan tävlade med Aero-modellen i Le Mans 24-timmars 2002 och 2004. Dessutom byggdes flera tävlingsversioner för GT-racing som kördes av privatförare i bland annat FIA GT.

## Bilder

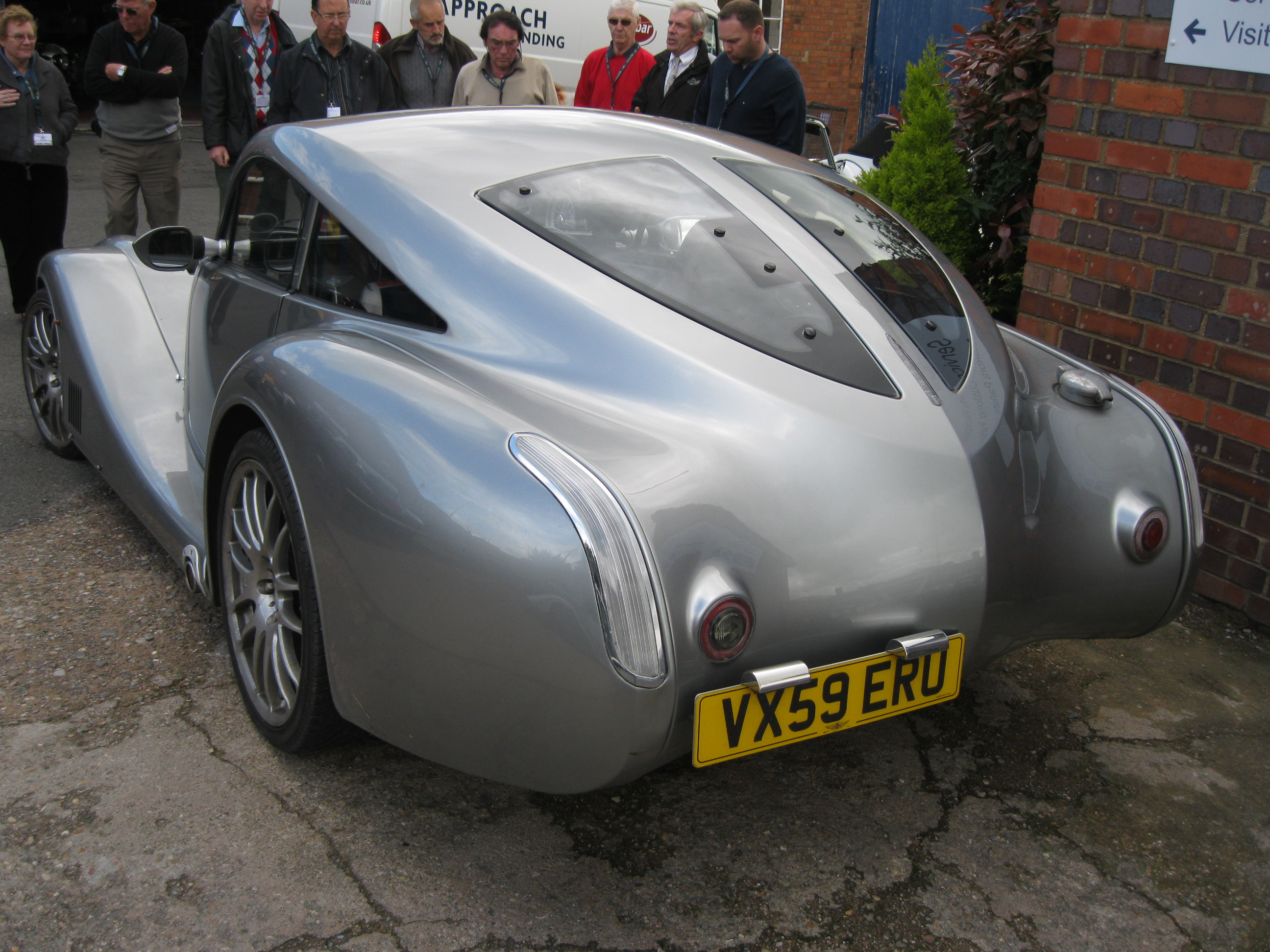
Morgan AeroMax
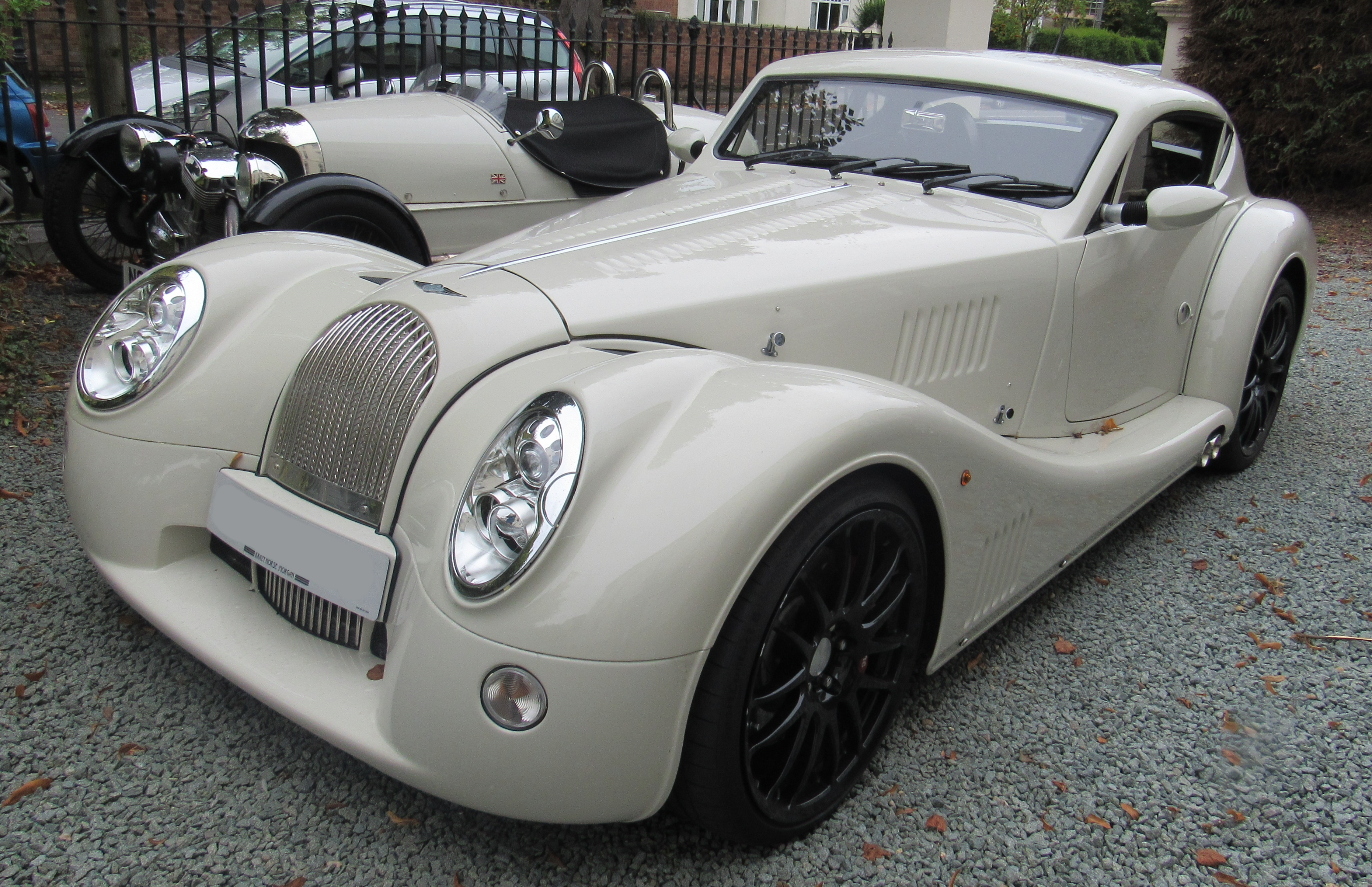
Morgan Aero SuperSports
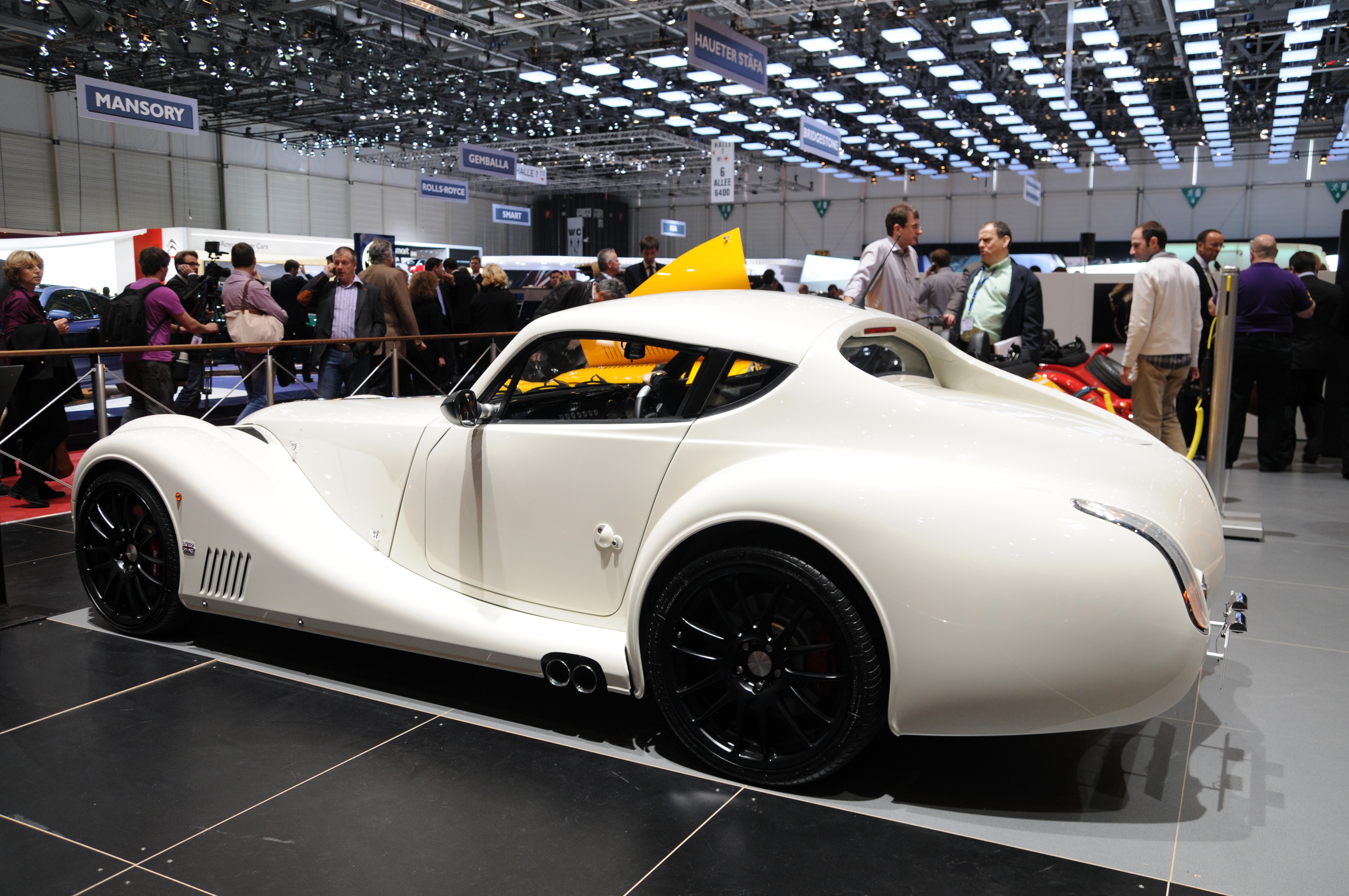
Morgan Aero Coupe
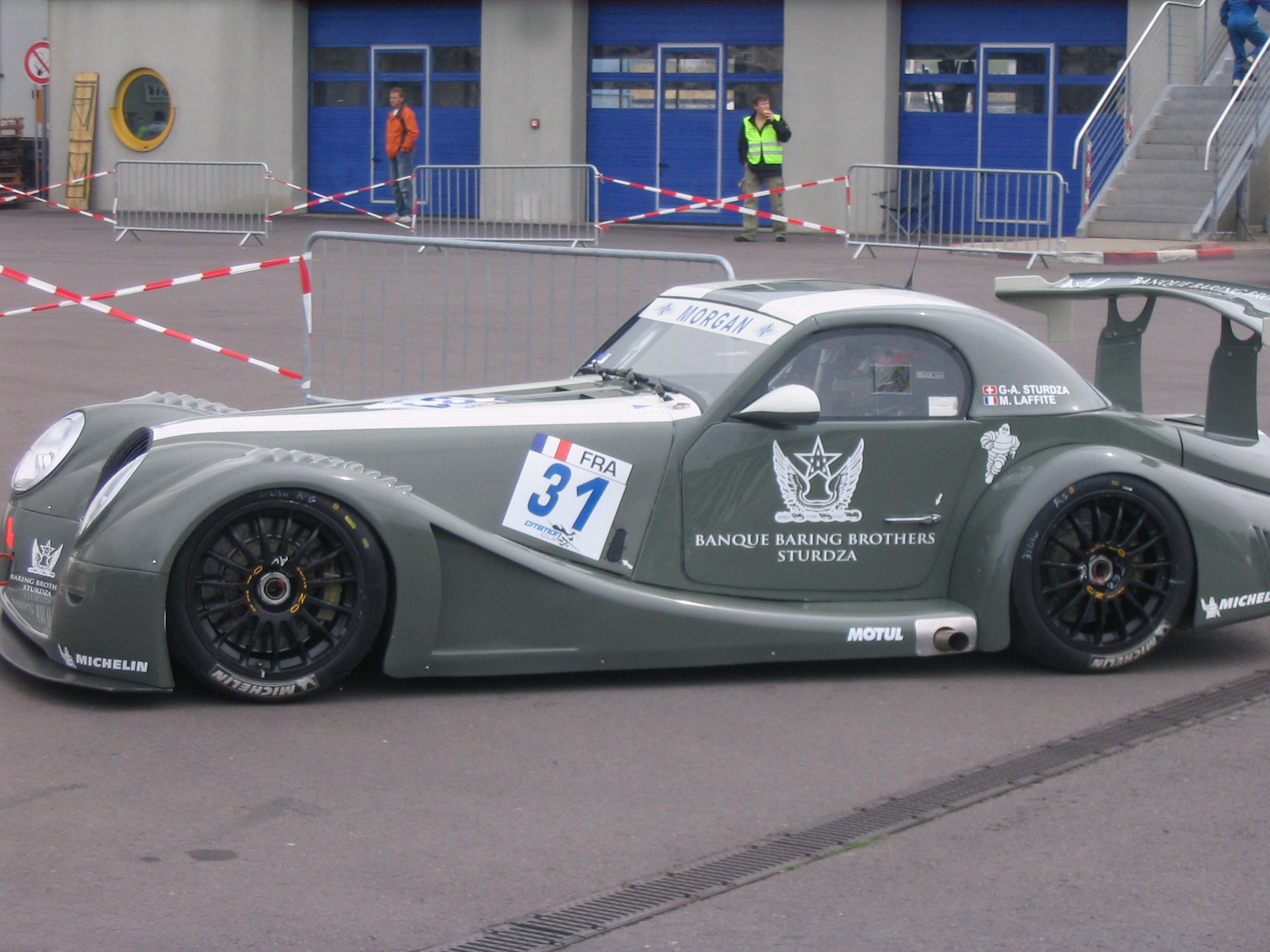
Morgan Aero 8 GT3

## Motor
| Årsmodell | Motor              | Cylindervolym | Effekt | Bränslesystem      |
| --------- | ------------------ | ------------- | ------ | ------------------ |
| 2001-04   | 8-cyl V-motor DOHC | 4398 cm³      | 286 hk | Bränsleinsprutning |
| 2004-08   | 8-cyl V-motor DOHC | 4398 cm³      | 325 hk | Bränsleinsprutning |
| 2008-18   | 8-cyl V-motor DOHC | 4799 cm³      | 367 hk | Direktinsprutning  |